# Slovinsko na letních olympijských hrách
Slovinsko na letních olympijských hrách startuje od roku 1992. Toto je přehled účastí, medailového zisku a vlajkonošů na dané sportovní události.

## Účast na Letních olympijských hrách
| Dějiště LOH            | LOH      | Vlajkonoš/Vlajkonoši          | Zlatá medaile | Stříbrná medaile | Bronzová medaile | Celkem |
| ---------------------- | -------- | ----------------------------- | ------------- | ---------------- | ---------------- | ------ |
| 1992 Barcelona         | LOH 1992 | Rajmond Debevec               | 0             | 0                | 2                | 2      |
| 1996 Atlanta           | LOH 1996 | Brigita Bukovecová            | 0             | 2                | 0                | 2      |
| 2000 Sydney            | LOH 2000 | Iztok Čop                     | 2             | 0                | 0                | 2      |
| 2004 Athény            | LOH 2004 | Beno Lapajne                  | 0             | 1                | 3                | 4      |
| 2008 Peking            | LOH 2008 | Urška Žolnirová               | 1             | 2                | 2                | 5      |
| 2012 Londýn            | LOH 2012 | Peter Kauzer                  | 1             | 1                | 2                | 4      |
| 2016 Rio de Janeiro    | LOH 2016 | Vasilij Žbogar                | 1             | 2                | 1                | 4      |
| 2020 Tokio             | LOH 2020 | Eva Terčelj a Bojan Tokić     | 3             | 1                | 1                | 5      |
| 2024 Paříž             | LOH 2024 | Ana Grosová a Benjamin Savšek | 2             | 1                | 0                | 3      |
| Celkem                 | 9        |                               | 10            | 10               | 11               | 31     |
| Zdroj na Olympedia.org |          |                               |               |                  |                  |        |